# مجید بوعبدالله
مجید بوعبدالله (انگلیسی: Madjid Bouabdellah؛ زادهٔ ۳۰ اکتبر ۱۹۸۱) بازیکن فوتبال اهل الجزایر است.
از باشگاه‌هایی که در آن بازی کرده‌است می‌توان به باشگاه فوتبال پاریس، باشگاه فوتبال مولودیه الجزایر، و باشگاه فوتبال کن اشاره کرد.